# Пилаївська сільська рада
Пила́ївська сільська рада (рос. Пылаевский сельский совет) — сільське поселення у складі Первомайського району Оренбурзької області Росії.
Адміністративний центр — село Озерне.

## Населення
Населення — 844 особи (2019; 960 в 2010, 1040 у 2002).

## Склад
До складу сільської ради входять:
| Населений пункт | Населення, осіб (2002) | Населення, осіб (2010) |
| --------------- | ---------------------- | ---------------------- |
| Луч, селище     | 303                    | 253                    |
| Озерне, село    | 737                    | 707                    |